# Groupe INSA
Cet article possède un paronyme, voir Écoles nationales des sciences appliquées.
Pour les articles homonymes, voir INSA.
Ne doit pas être confondu avec Institut national des sciences appliquées et de technologie.
 (novembre 2023).
Le Groupe INSA est constitué de sept INSA (Institut national des sciences appliquées). Six écoles d'ingénieurs partenaires composent également le Groupe INSA. Les membres du Groupe sont des établissements publics français de recherche et d’enseignement supérieur.
Composant le plus grand ensemble de formation d'ingénieurs en France (10 % des ingénieurs[réf. nécessaire]), les écoles du Groupe INSA délivrent principalement le diplôme d’ingénieur après une formation de cinq années accessible après le baccalauréat. Le recrutement en première année et troisième année est commun au Groupe INSA, opéré par le SAGI (service admission du Groupe INSA).
Créé en 1957 avec l'INSA Lyon, le modèle INSA forme des « ingénieurs humanistes », selon les propos de Gaston Berger, cofondateur du premier INSA, des ingénieurs qui agissent pour une société plus juste et plus durable.

## Histoire
Dans les années 1950, la France est en pleine expansion industrielle et manque d'ingénieurs et de techniciens. Le nombre d’ingénieurs Arts et métiers (ENSAM) alors formés par an est de 360 en 1959, nombre jugé fortement insuffisant par l’union des industries métallurgiques qui met en évidence par une vaste enquête un besoin annuel de 728 ingénieurs Arts et métiers. Les États-Unis forment à cette époque 29 000 ingénieurs par an, alors que la France n'en a formé que 4 500. Par ailleurs, le marché commun qui s’ouvre placerait la France dans une place délicate en cas de manque de personnel technique.
C’est alors que la direction de l’enseignement technique commence à étudier la création de trois nouveaux centres ENSAM : Bordeaux, Le Havre et Toulouse. La société des Arts et Métiers est très divisée sur le nombre de Gadz'arts formés par an. Certains pensent qu’il faut se plier aux besoins de l’industrie, d’autres qu’il faut entretenir un certain manque de Gadz'arts, afin de les rendre rares et chers. Le bureau de la Société adopte une position intermédiaire : une seule école sera finalement ouverte, celle de Bordeaux-Talence en 1963.
Cependant, il faut répondre aux besoins de la société. Deux types d’écoles d'ingénieurs publiques en quatre ans après le baccalauréat sont alors créées à l’instar des Fachhochschulen germaniques : les instituts nationaux des sciences appliquées (INSA) et les écoles nationales d'ingénieurs (ENI).
Dès le début des années 1950, Henri Longchambon avait pris l’initiative d'un grand institut national ayant pour mission la formation d'ingénieurs, le développement de la recherche scientifique appliquée, et l'ouverture sociale. Ce projet reçut l’appui des responsables de la région lyonnaise, du gouvernement puis du Parlement. Fin 1956, sur proposition de Gaston Berger, directeur général de l’enseignement supérieur, le ministre de l’Éducation nationale René Billères décide la mise en place du nouvel établissement d’enseignement supérieur, dénommé Institut national des sciences appliquées  (INSA) dans le domaine de La Doua à Villeurbanne (Rhône), avec toute liberté de définir son organisation pédagogique et ses programmes ; il désigne Jean Capelle, alors recteur de l'université de Dakar, pour piloter cette réalisation, qui reçoit une première promotion d’élèves-ingénieurs dès l'automne 1957.
Les INSA évolueront à partir de 1967 vers une formation en cinq ans, en partie à cause de la massification simultanée des diplômes universitaires de technologie (DUT) et des brevets de technicien supérieur (BTS).
Le tout premier INSA ouvre ses portes à Lyon en 1957, suivi par Toulouse en 1963, et Rennes en 1966. Le projet d'INSA à Lille est abandonné, et l'INSA d'Alger en construction  à El Harrach est cédé à la nouvelle République algérienne.
À la création, les étudiants disposaient d'une chambre et de frais d'inscription à prix réduits, permettant ainsi aux classes moyennes ou populaires d'accéder aux hautes études. Toutefois, les frais de scolarité sont aujourd'hui similaires à ce qui se pratique dans les autres écoles publiques.
Plus tard, plusieurs écoles d'ingénieurs changent de nom ou fusionnent entre elles pour donner de nouveaux INSA, car la structure fédérative des INSA leur permet, en se diversifiant, de mieux s'adapter aux évolutions de l'économie :
- l'institut national supérieur de chimie industrielle de Rouen (INSCIR) devient l'INSA de Rouen en 1985[11] ;
- l'école nationale supérieure des arts et industries de Strasbourg (ENSAIS) devient l'INSA de Strasbourg en 2003[12] ;
- l'école nationale d'ingénieurs du Val de Loire (ENIVL), l'école nationale supérieure d'ingénieurs de Bourges (ENSIB) et l'école nationale supérieure de la nature et du paysage de Blois (ENSNP) deviennent l'INSA Centre Val de Loire en 2014 [13];
- l'école nationale supérieure d'ingénieurs en informatique, automatique, mécanique, énergétique et électronique (ENSIAME), l'Institut des sciences et techniques de Valenciennes (ISTV)  et la Faculté des sciences et métiers du sport (FSMS) deviennent l'INSA Hauts-de-France[14] en 2020.

En 2023, le parcours du premier cycle de formation ingénieur, correspondant aux deux premières années, s'ouvre au lycée Victor-Schœlcher de Fort-de-France, sous le nom INSA Martinique-Caraïbe.

## Description
Ces écoles relèvent de la tutelle du ministère de l'Enseignement supérieur et de la Recherche et constituent des EPSCP (« écoles extérieures aux universités »).
Ces écoles proposent des filières de spécialisation, accessibles en cours de cursus : topographie, génie industriel, énergétique et environnement, génie civil, biologie, chimie, informatique, électronique, mathématiques, mécanique, physique, télécommunications, matériaux, etc.
L'INSA de Strasbourg forme également des architectes et l'INSA Centre Val de Loire des paysagistes dans des cursus spéciaux.
Certains des INSA ont la particularité de proposer à leurs étudiants un cursus international en cycle préparatoire (EURINSA, ASINSA, AMERINSA, DEUTSCHINSA, IBERINSA, NORGINSA...).

## Liste des écoles

### Fondatrices
- Institut national des sciences appliquées de Lyon
- Institut national des sciences appliquées de Toulouse
- Institut national des sciences appliquées de Rennes
- Institut national des sciences appliquées de Rouen
- Institut national des sciences appliquées de Strasbourg
- Institut national des sciences appliquées Centre-Val de Loire
- Institut national des sciences appliquées Hauts-de-France

### Partenaires
- ENSIL-ENSCI de Limoges (qui porte un projet, non encore validé, de devenir l'INSA Nouvelle-Aquitaine en 2021[18])
- École nationale supérieure d'ingénieurs Sud-Alsace (ENSISA) de Mulhouse
- École nationale supérieure de chimie de Mulhouse (ENSCMu)
- ISIS Castres
- École supérieure d'ingénieurs en technologies innovantes de Rouen (ESITech)
- Sup'ENR de Perpignan

### En dehors du réseau
En 2015, l'Institut international des sciences appliquées Euro-Méditerranée (INSA Euro-Méditerranée) voit le jour à Fès au Maroc. C'est le premier INSA international, né de la collaboration entre le groupe INSA, l'université Euro-Méditerranéenne de Fès et un consortium d'universités du pourtour méditerranéen, sur la volonté des ministres français et marocains de l'enseignement supérieur et de la recherche. Le Groupe INSA a mis fin au partenariat avec l'UEMF en 2022. Les élèves inscrits continuent d’être accompagnés jusqu’à l’obtention de leur diplôme INSA.